# Пеньяльба-де-Авіла
Пеньяльба-де-Авіла (ісп. Peñalba de Ávila) — муніципалітет в Іспанії, у складі автономної спільноти Кастилія-і-Леон, у провінції Авіла. Населення — 127 осіб (2010).
Муніципалітет розташований на відстані близько 110 км на північний захід від Мадрида, 21 км на північний захід від Авіли.
На території муніципалітету розташовані такі населені пункти: (дані про населення за 2010 рік)
- Пеньяльба-де-Авіла: 100 осіб
- Пінар-де-Наварес: 27 осіб

## Демографія
Динаміка населення (INE ):

## Галерея зображень

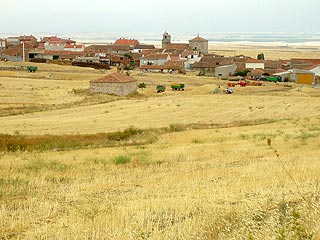
Пеньяльба-де-Авіла з півночі
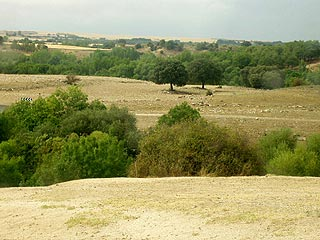
Типовий пейзаж